# Недрава
Недрава (біл. Недрава) — озеро в Браславському районі Вітебської області на півночі Білорусі. Розташоване за 7 км на схід від Браслава, поблизу села Московці. Належить до групи Браславських озер.
Недрава розташована у басейні річки Друйка, яка протікає через озеро і сполучає його з озером Неспіш. Площа озера становить 3,72 км². Найбільша глибина озера — 12,2 м. Довжина — 3 км, найбільша ширина — 2,23 км. Довжина берегової лінії — 15 км. Об'єм води в озері складає 17,8 млн м³, площа водозбору озера — 808 км².
Береги низькі, піщані. На озері є 3 острови площею 2 га.
Недрава з'єднана протокою з озером Поцех. 
Біля озера проходить туристичний маршрут.